# Akkale (Kilikien)
Koordinaten: 36° 31′ 44″ N, 34° 13′ 22″ O

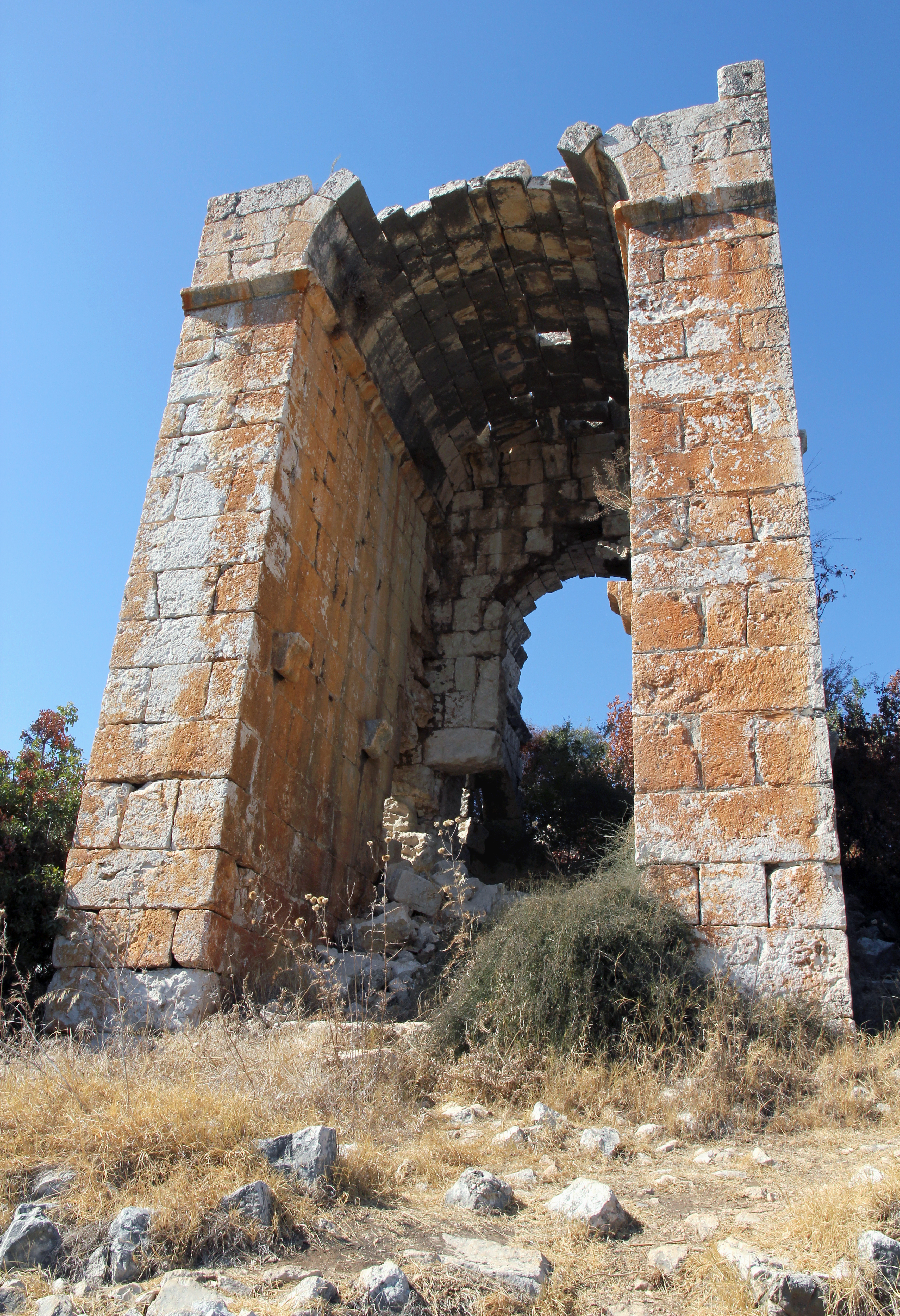
Südfront des Ostflügels am Hauptgebäude von Akkale

Akkale (türkisch Weiße Burg) ist die türkische Bezeichnung für ein Ruinenfeld aus spätrömischer oder byzantinischer Zeit nahe Elaiussa Sebaste in der historischen Landschaft Kilikien in der Südtürkei.

## Lage
Akkale liegt in der früheren Gemeinde Kumkuyu im Landkreis Erdemli der türkischen Provinz Mersin. Etwa sieben Fahrkilometer nordöstlich der römischen Stadt Elaiussa Sebaste, die im Ortszentrum von Ayaş liegt, zweigt von der Küstenstraße D-400 ein beschilderter Fahrweg nach rechts ab, der in das Ruinenfeld von Akkale führt. Der Komplex liegt etwa 300 Meter vom Meer entfernt auf leicht zum Wasser hin abfallendem Gelände. Die kleine Bucht, die den Hafen bildete, ist heute zum Teil verlandet und durch die Anlage eines Yachthafens überbaut. Drei Kilometer nordöstlich mündet der Fluss Lamos (heute Limonlu Çayı), der die Grenze zwischen dem Ebenen (Kilikia Pedias) und dem Rauen Kilikien (Kilikia Tracheia) bildet.

## Geschichte
Der Bau wird nach architektonischen Gesichtspunkten allgemein in frühbyzantinische Zeit, spätestens ins 5. Jahrhundert n. Chr. datiert. Auch herrscht Einigkeit, dass es sich um einen Palast mit dazugehöriger Domäne handelt. Friedrich Hild und Hansgerd Hellenkemper nahmen an, dass der Erbauer ein gewisser Illos war, dessen Name in einer Inschrift über der Tür der Badeanlage gelesen wurde. Der gleiche Name taucht als Stifter der Wiederherstellung der Wasserleitung auf, die vom Lamos über Elaiussa Sebaste bis nach Korykos führte. Möglicherweise wurde auch der Komplex von Akkale über eine Zweigleitung von diesem Aquädukt aus versorgt, allerdings sind davon keine Spuren gefunden worden. Bei dem Besitzer handelt es sich vielleicht um den oströmischen General Illus († 488), einen Rivalen des Kaisers Zenon. Semavi Eyice hält es dagegen für möglich, dass Akkale der Königssitz des römischen Klientelkönigs Archelaos von Kappadokien war. Dieser hatte um Christi Geburt im nahen Elaiussa Sebaste residiert. Die zahlreichen Kreuze und andere byzantinische Merkmale erklärt Eyice durch Weiternutzung und Erweiterungen der Bauten in christlicher Zeit.

## Beschreibung
Das Gelände von Akkale umfasst etwa drei Hektar zuzüglich der Hafenanlagen.

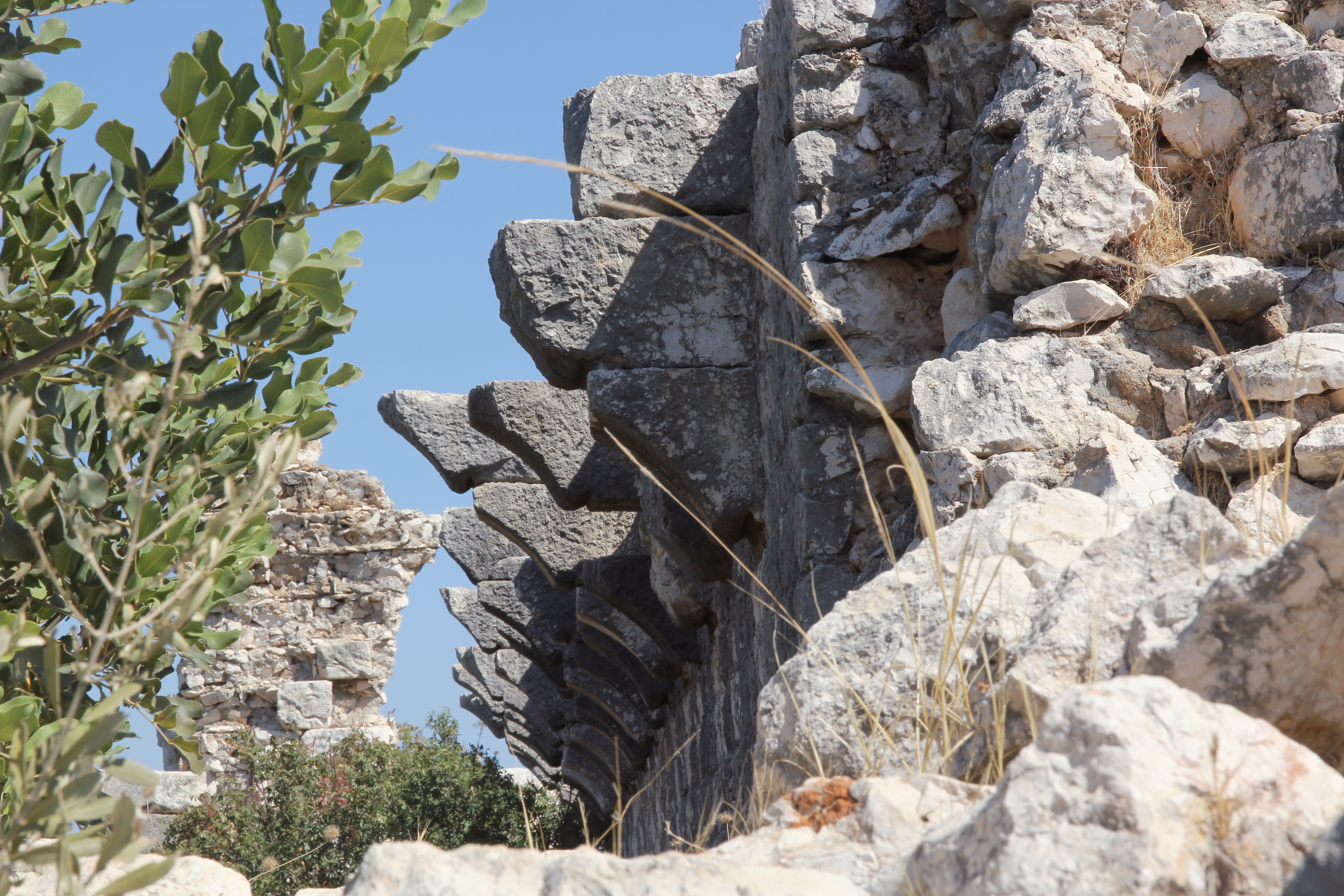
Konsolen an der Nordfassade des Hauptgebäudes

### Hauptgebäude
Als Hauptgebäude oder Palast gilt ein mehrgeschossiger Bau von etwa 55 × 65 Metern Grundfläche. Er besteht aus zwei im Osten und Westen gelegenen Flügeln, zwischen denen im Erdgeschoss auf einer Breite von etwa 26 Metern mehrere ehemals gewölbte Hallen liegen. Auch die Seitenflügel besitzen verschiedene tonnengewölbte Räume und an der dem Meer zugewandten Südseite einen hohen offenen Bogen als Fassade. Das Nordende des östlichen Flügels ist als Treppenhaus mit einer runden Wendeltreppe ausgestattet. Der Westflügel ist stärker zerstört. Von der Südfassade zwischen den Seitenflügeln ist wenig erhalten, die Nordfassade steht noch fast vollständig. Innen sind dort neun Bogennischen zu sehen, von denen vier ein Fenster besitzen. Außen ist im oberen Bereich der Nordwand eine Reihe Konsolen erhalten, die eine auf drei Seiten umlaufende Galerie oder einen Balkon getragen haben. Im Obergeschoss, von dem sonst fast nichts erhalten ist, müssen die Wohnräume gelegen haben, das Erdgeschoss war wohl als Horreum (Lagerräume) genutzt. Die doppelschaligen Mauern des Gebäudes sind, typisch für spätrömisch-frühbyzantinische Zeit, in Groß- und Kleindqaderbauweise errichtet.

### Kreuzkuppelbau

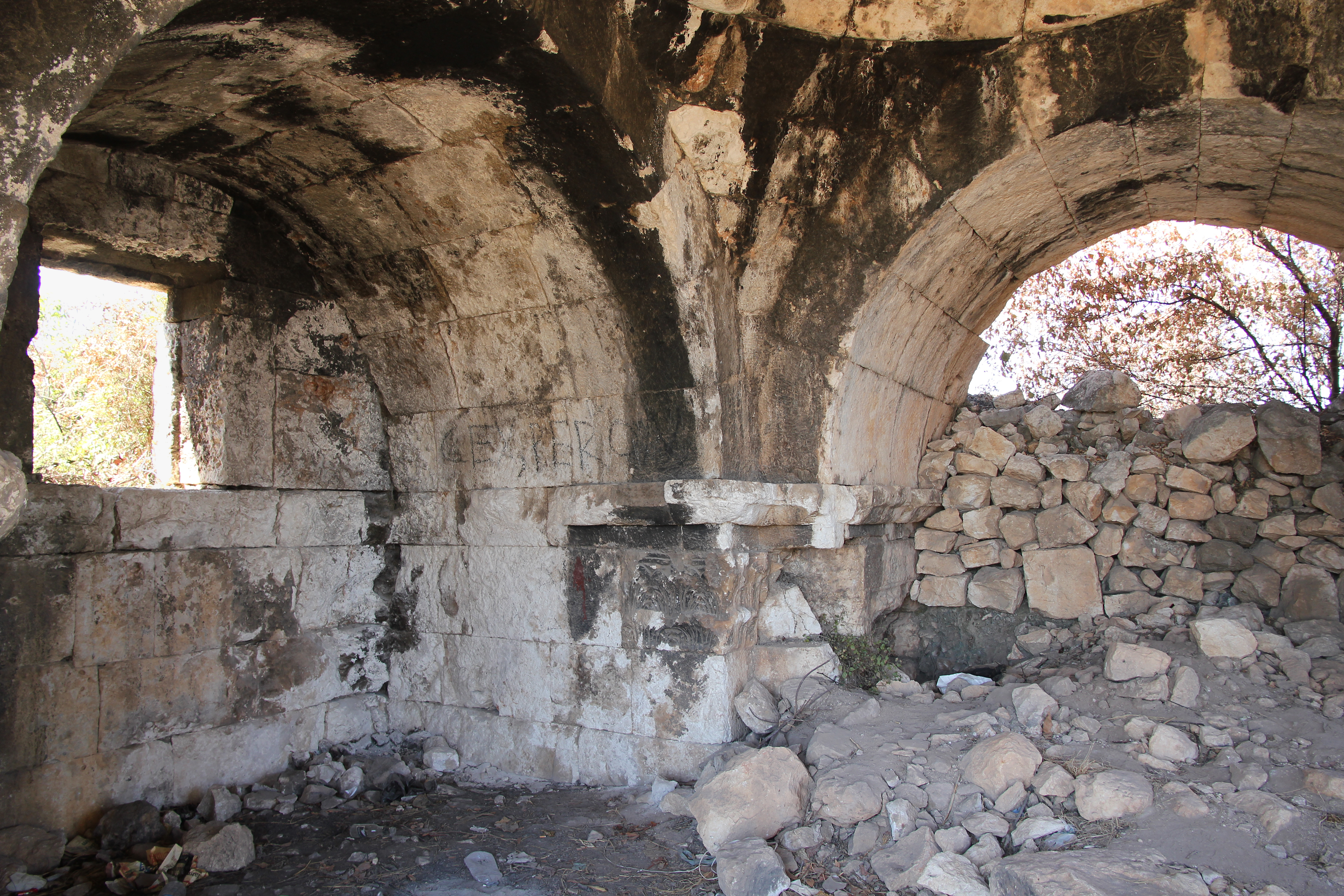
Inneres des Kreuzkuppelbaus

Etwa zehn Meter nordöstlich des Hauptbaus liegt ein äußerlich fast quadratisches Bauwerk von 9,4 × 10,0 Metern Grundfläche. Der Innenraum hat einen Grundriss in Form eines griechischen Kreuzes. In den Ecken des Kreuzes befinden sich vier kleine fensterlose Räume mit Tonnengewölbe, die über jeweils einen Zugang von den Kreuzarmen verfügen. Das Kreuz ist von einer Kreuzkuppel mit Pendentifs überwölbt. Der zentrale Teil der Kuppel ragt hoch in das Obergeschoss und ruht auf Eckpfeilern mit korinthischen Kapitellen, die Kreuzarme sind ebenfalls tonnengewölbt. Auf den vier Schlusssteinen dieser Gewölbe am Übergang zur zentralen Kuppel sind Kreuzmedaillons zu sehen. Im westlichen und östlichen Arm ist jeweils ein Fenster vorhanden, der Eingang lag vermutlich in der verfallenen Südfront. Über den Armen des Kreuzes und den Eckräumen sind Reste von weiteren acht Räumen erkennbar. An dem einzigen erhaltenen dieser Räume kann man feststellen, dass er durch Türen mit den anderen verbunden war. Spuren einer Treppe oder eines Aufgangs ins Obergeschoss können nicht ausgemacht werden. Über die Funktion des Bauwerks kann nur spekuliert werden, Hellenkemper und Hill weisen auf Ähnlichkeiten mit verschiedenen Grabbauten aus römisch-byzantinischer Zeit hin.

### Zisterne

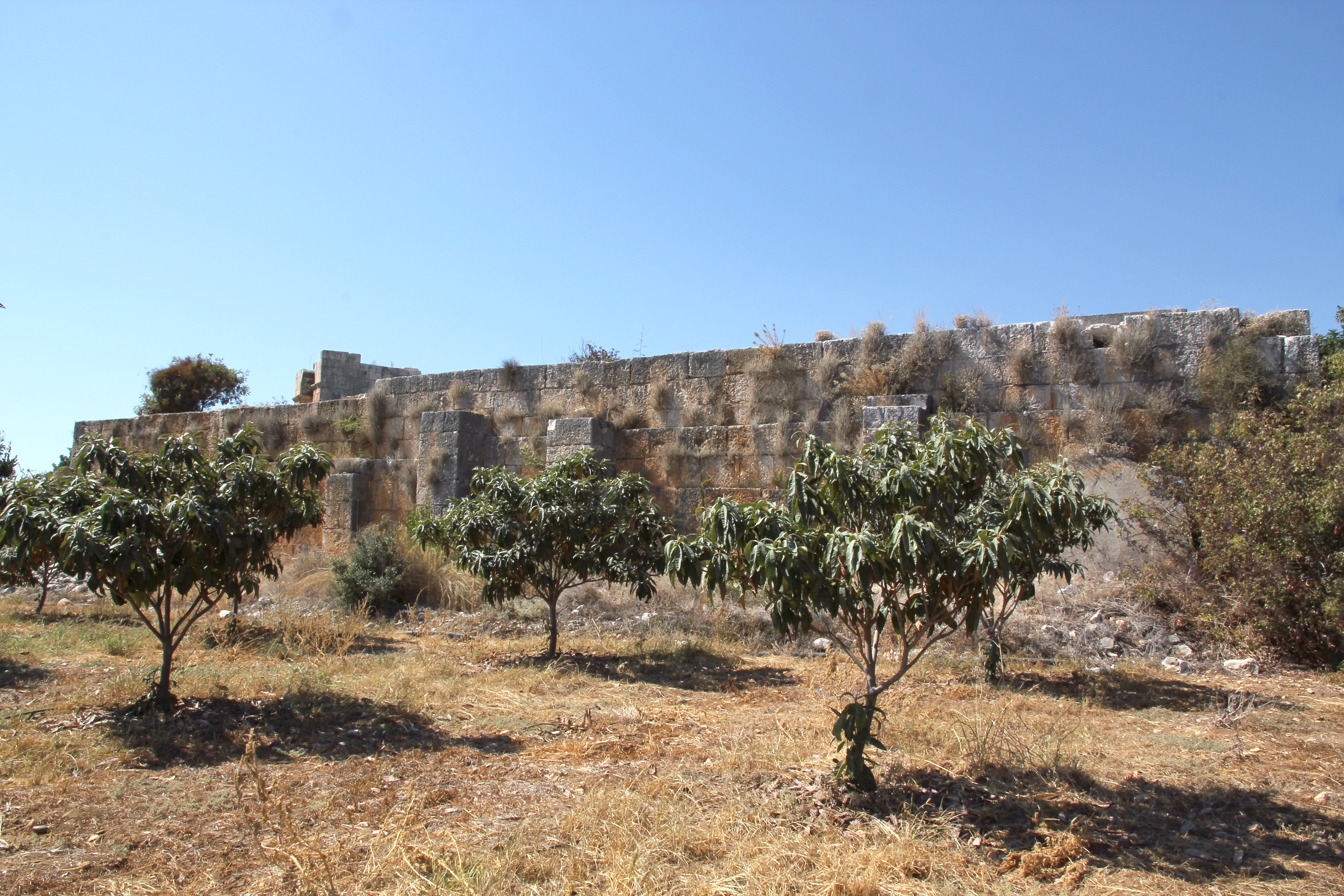
Südostfront der Zisterne

Im Osten von Palast und Kreuzkuppelgebäude, etwas hangabwärts, liegt die große, von Südwest nach Nordost ausgerichtete Zisterne von Akkale. Ihre Außenmaße betragen 33 × 20 Meter, der Innenraum ist 30 Meter lang, 15 Meter breit und 10 Meter hoch. Das Bauwerk ist zum Teil in den anstehenden Felsen gehauen und zum größten Teil aus sorgfältig bearbeiteten Steinen gemauert. Die Nordwestwand ist erheblich dicker als die anderen Wände, die zum Meer gewandte Südostwand ist außen mit Strebepfeilern verstärkt. Die Schmalseiten sind bis zum Tonnenansatz verstärkt, wodurch außen ein Gang entsteht. Zu diesem führt an der Südwestwand eine Treppe hinauf und von dort wiederum eine Treppe ins Innere. Der Innenraum ist in drei tonnengewölbte Schiffe aufgeteilt, die durch zwei Reihen von je sechs Säulen voneinander getrennt sind. Der untere Teil der Säulen ist aus dem Fels gehauen, der obere gemauert. Die Innenwände sind mit einem wasserdichten Putz versehen. In der Zugangsseite sind zwei Fenster eingebaut, ebenso an der gegenüberliegenden Schmalseite. Nahe der Treppe liegt ein Ausflussloch, von dort führen ein Weg und ein 15 Zentimeter breiter Kanal Richtung Ufer, über den eine weitere, kleinere Zisterne versorgt wurde.

### Badeanlage
Am südwestlichen Eck der Zisterne liegt ein stark verfallener Ruinenkomplex, der allgemein als Badeanlage identifiziert wird. Er hat im Osten eine Tür, auf deren Sturz eine schlecht zu lesende Inschrift eingemeißelt ist. Sie enthält nach der Lesung von Gilbert Dagron und Denis Feissel den Stifternamen Illos. Hinter dieser Tür lag ein Raum mit einer Apsis, dahinter zwei kleinere Räume mit Exedren an den Schmalseiten beziehungsweise in den Ecken. Regelmäßig verteilte Dübellöcher in den Wänden stellen Anzeichen für eine vergangene Marmorverkleidung dar.

### Weitere Gebäude

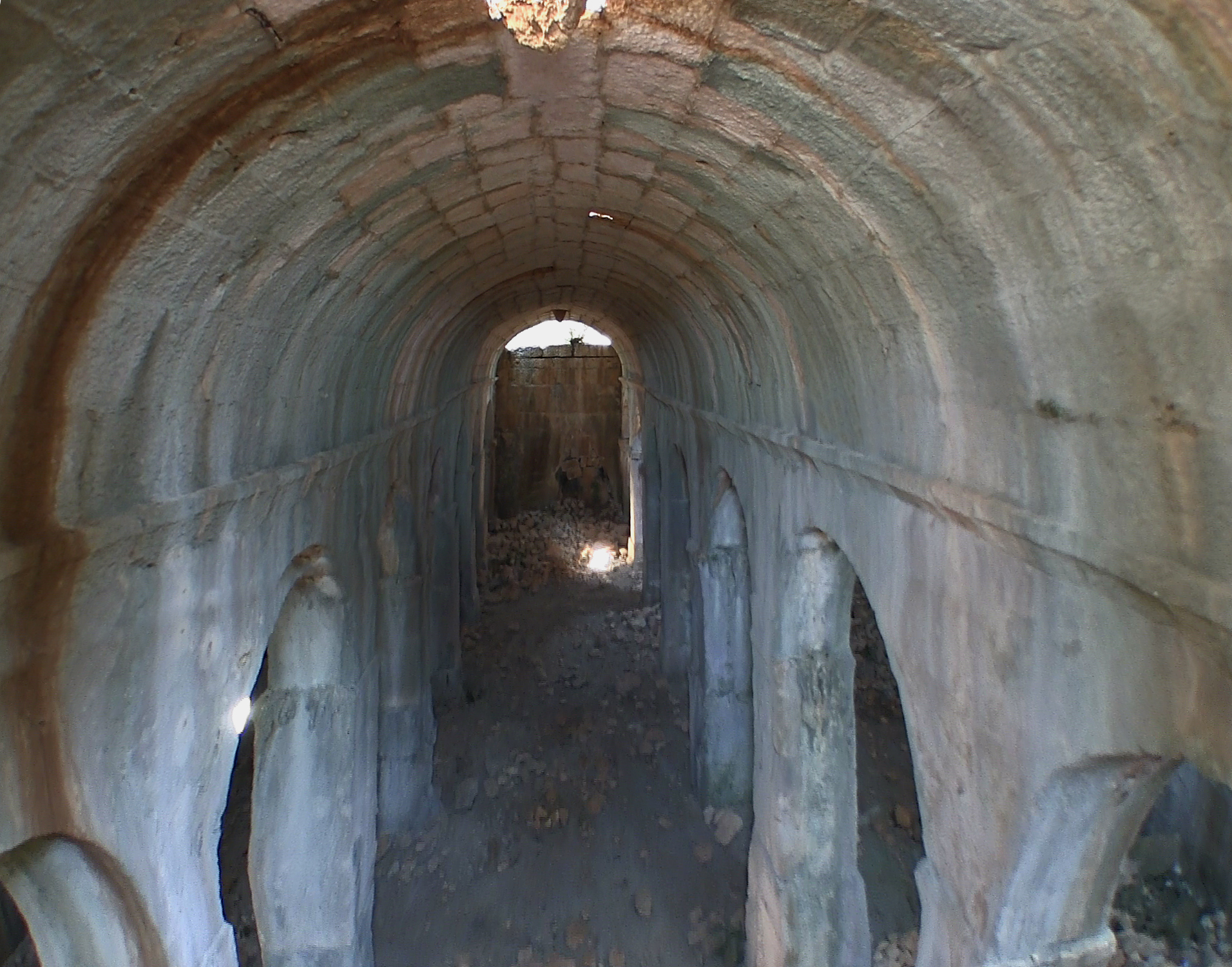
Innenraum der Zisterne

Verschiedene andere Gebäudereste sind wegen des stark ruinierten Zustands nur noch unsicher zu identifizieren. Einen ummauerten Platz im Westen des Hauptgebäudes mit mehreren Trögen deutet Eyice als Presse für Öl oder Trauben. Zwischen Kreuzgebäude und Zisterne liegen unterirdische, von Westen nach Osten tonnengewölbte Räume, wohl ein Unterbau für ein nicht mehr erhaltenes Bauwerk. Weitere Mauerreste sind im Osten und Norden des Komplexes zu sehen, ebenso auf der Meerseite. Alle sind stark zerstört und von Anpflanzungen und Sträuchern überwachsen. Dort lag auch eine kleine Hafenbucht, die Platz für höchstens zwei Galeeren bot und deshalb als zur Domäne gehörender Privathafen gedeutet werden kann.

## Forschungsgeschichte
Der Araber Ibn Chordadhbeh beschreibt im 9. Jahrhundert in seinem Kitāb al-Masālik wa l-Mamālik (etwa: Buch der Wege und Länder) einen Ort mit Namen Iskandarīya vier Meilen östlich von Sebaste, der schon in Ruinen lag. Ob dieser mit Akkale gleichzusetzen ist, kann nicht geklärt werden. Evliya Çelebi beschreibt in seinen Reiseberichten im 17. Jahrhundert zwar zahlreiche Ruinen in der Umgebung von Korykos, erwähnt aber Akkale nicht ausdrücklich. Als erster westlicher Ausländer besuchte der britische Kapitän Francis Beaufort, der im Auftrag der Admiralität in den Jahren 1811–12 die kilikische Küste erkundete, den Ort. Er beschreibt Hafen, Zisternen und Gebäude. 1818 bereisten Charles Leonard Irby und James Mangles Kilikien und lieferten eine Beschreibung der Ruinen. Léon de Laborde besuchte 1826 Akkale, das er für ein Kloster hielt. Der deutsche Geograph Carl Ritter nennt 1859 den Komplex von Akkale eine „merkwürdige Anlage“. Pjotr Alexandrowitsch Tschichatschow und Victor Langlois erwähnen die Ruinen nur kurz, ebenso der Epigraphiker Adolf Wilhelm, der sie für einen Herrensitz hielt. 1906 besuchte Gertrude Bell das Gelände und untersuchte vor allem das kreuzförmige Gebäude, von dem sie auch Photographien lieferte. Von dem britischen Archäologen John Bryan Ward-Perkins stammt aus dem Jahr 1958 die Einschätzung des Kreuzbaus als Kapelle und des Hauptgebäudes als Festung oder befestigter Palast. Otto Feld liefert 1965 eine ausführlichere Beschreibung der Anlage sowie eine Planskizze. Semavi Eyice veröffentlichte 1986 einen Aufsatz über Akkale, 1987 gaben Gilbert Dagron und Denis Feissel eine Lesung der Inschrift über der Tür der Badeanlage. Friedrich Hild und Hansgerd Hellenkemper schließlich bereisten von 1968 bis 1989 Kilikien und Isaurien und beschrieben ebenfalls den Baukomplex von Akkale. Archäologische Grabungen sind noch nicht durchgeführt worden.